# Varvara (Tearce)
Varvara (makedonsky: Варвара) je vysídlená vesnice v Severní Makedonii. Nachází se v opštině Tearce v Položském regionu.
Podle osmanských sčítacích listin z let 1467/68 žilo ve vesnici 19 křesťanských rodin a vesnice patřila jistému mnichovi Stefanovi a Miladovi, synovi zemřelého srbského krále.
V roce 1947 stálo ve vesnici 40 domů a žilo zde 9 rodin.
Od roku 2002 ve vesnici nikdo nežije.